# 手写识别

手写识别

手写识别（英語：Handwriting recognition）是计算机在纸、照片、触摸屏或其他设备中接收并识别人手写的文字等信息的技术，主要应用于光学字符识别（OCR）。

## 脱机手写识别
离线手写识别涉及到将图像中的文本自动转换成是计算机可以使用的字符代码。离线手写识别是比较困难的，因为不同的人有不同的书写风格。离线手写识别主要应用在打印出来的文字识别上。

### 减少识别错误的技术
常常使用缩小识别范围，例如邮政编码只包含1~9的数字，识别这种数字可以减少错误的可能。
主要的技术：
- 指定特定的字符范围
- 利用字符的专有特点

### 字符的提取
离线字符识别往往涉及扫描过去写的表格或文档。这意味着该设备或软件需要将扫描的图像中所包含的单个字符提取出来。然而，在这一步中有几种常见的缺陷。其中最常见的是将多个相连的字符当作为单个字符分离出来。这增加了识别的难度，但现在许多软件已经开始适应这种问题。

### 字符的识别
当单个字符的提取出来后，识别引擎开始计算其对应的计算机字符。现在有几种不同的识别技术。

#### 特征的提取
除了人工神经网络外，程序员有时必须手动确定他们感觉很重要的属性。
这些属性可能是：
- 宽高比
- 水平方向上的像素百分比
- 竖直方向上的像素百分比
- 笔画数
- 字符到图像中心的平均距离

这种方法可以提高识别的准确性，但需要花费更多的研发时间。

## 在线手写识别

### 一般过程
在线手写识别可以分解为几个通用的步骤:
- 预处理
- 特征的提取
- 分离出字符

预处理的目的是摒弃无关的输入数据,可以减少负面的影响。这涉及到速度和准确性。通常由图像二值化、 正常化、 采样、 平滑、去噪预处理等组成。

#### 硬件方面
早在20世纪80年代，就有人提出在商业产品中将手写体识别作为键盘输入的一种替代方式。

## 现状
虽然公众已经习惯将手写识别看作一种输入方式，但在台式电脑或笔记本电脑中并没有得到广泛的使用。键盘仍被普遍认为是速度更快，更可靠的输入方式。截至2006年，许多掌上型电脑提供手写输入，但精确度仍是一个问题，有的人还认为屏幕键盘更有效率。

## 相关研究
手写识别有活跃的社区和众多研究它的学者。现在较大的手写识别会议有“ICFHR”和“ICDAR”。
活跃的研究领域包括：
- 在线识别
- 脱机识别
- 签名验证
- 邮政地址的识别
- 银行支票处理
- 作家识别